# Darja Levtsjenko
Darja Aleksandrovna Levtsjenko (Russisch: Дарья Александровна Левченко) (Moskou, 21 juli 1994) is een Russisch basketbalspeelster die uitkomt voor verschillende teams uit Rusland.

## Carrière
Levtsjenko speelde haar hele jeugd voor het jeugdteam van UMMC Junior Jekaterinenburg. In 2014 ging Levtsjenko spelen voor het hoofdteam van UMMC Jekaterinenburg. Met die club werd Levtsjenko in 2014 en 2016 Bekerwinnaar van Rusland. Ook won Levtsjenko het Landskampioenschap van Rusland in 2015. In 2015 stapte ze over naar Jenisej Krasnojarsk. In 2016 keerde ze terug naar UMMC Jekaterinenburg. Met UMMC won ze de FIBA Europe SuperCup Women in 2016. In 2017 verhuisde ze naar Kazanotsjka Kazan. In 2019 ging ze naar Sparta&K Oblast Moskou Vidnoje. In 2022 stapte ze over naar Neftjanik Oblast Omsk.

## Erelijst
- Landskampioen Rusland: 1
  - Winnaar: 2015
- Bekerwinnaar Rusland: 2
  - Winnaar: 2014, 2016
- FIBA Europe SuperCup Women: 1
  - Winnaar: 2016